# Parasol (pieza de automóvil)

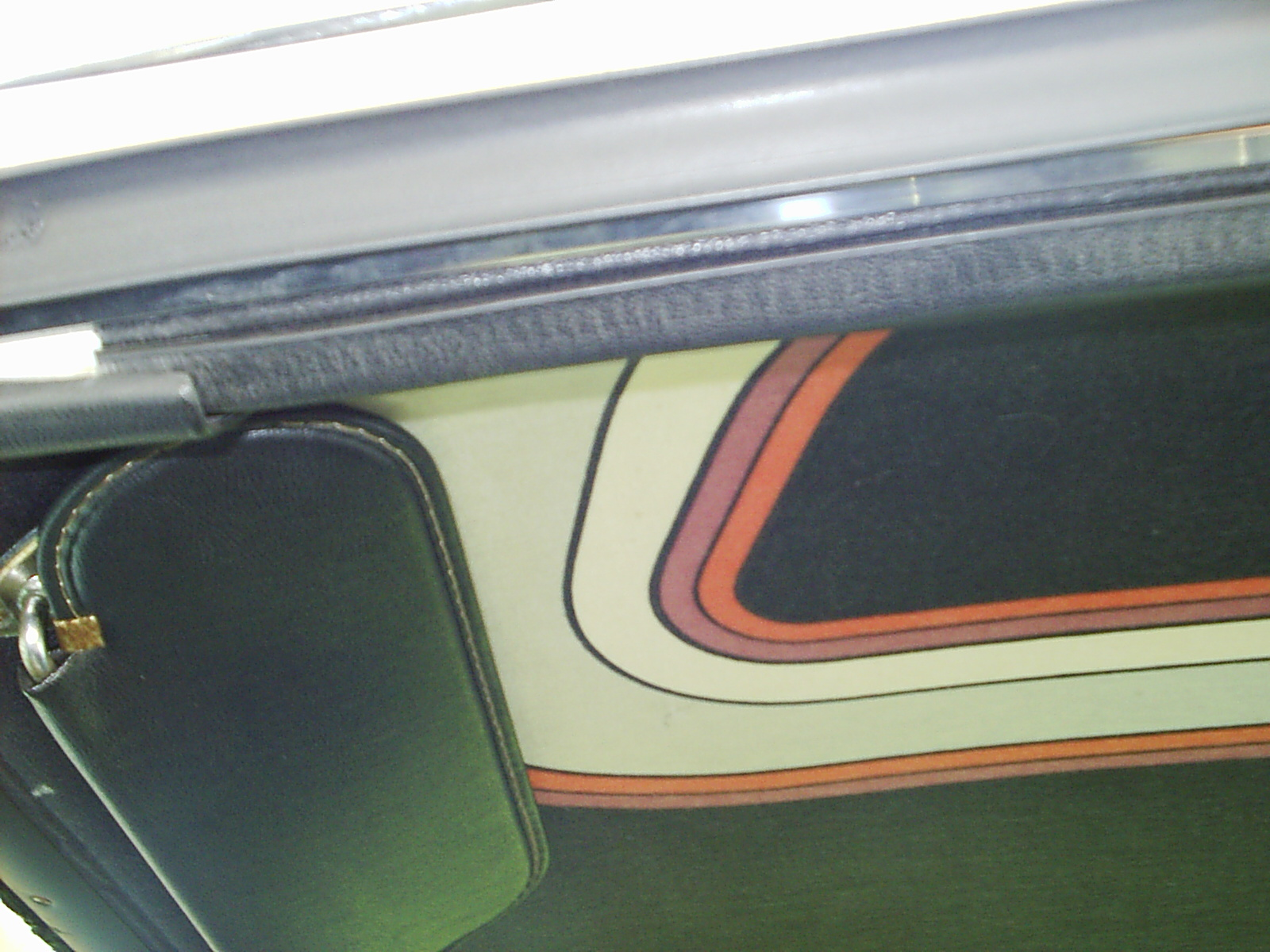
Parasol del conductor, cerrado, debajo del techo interior de Pierre Cardin en un AMC Javelin de 1972.

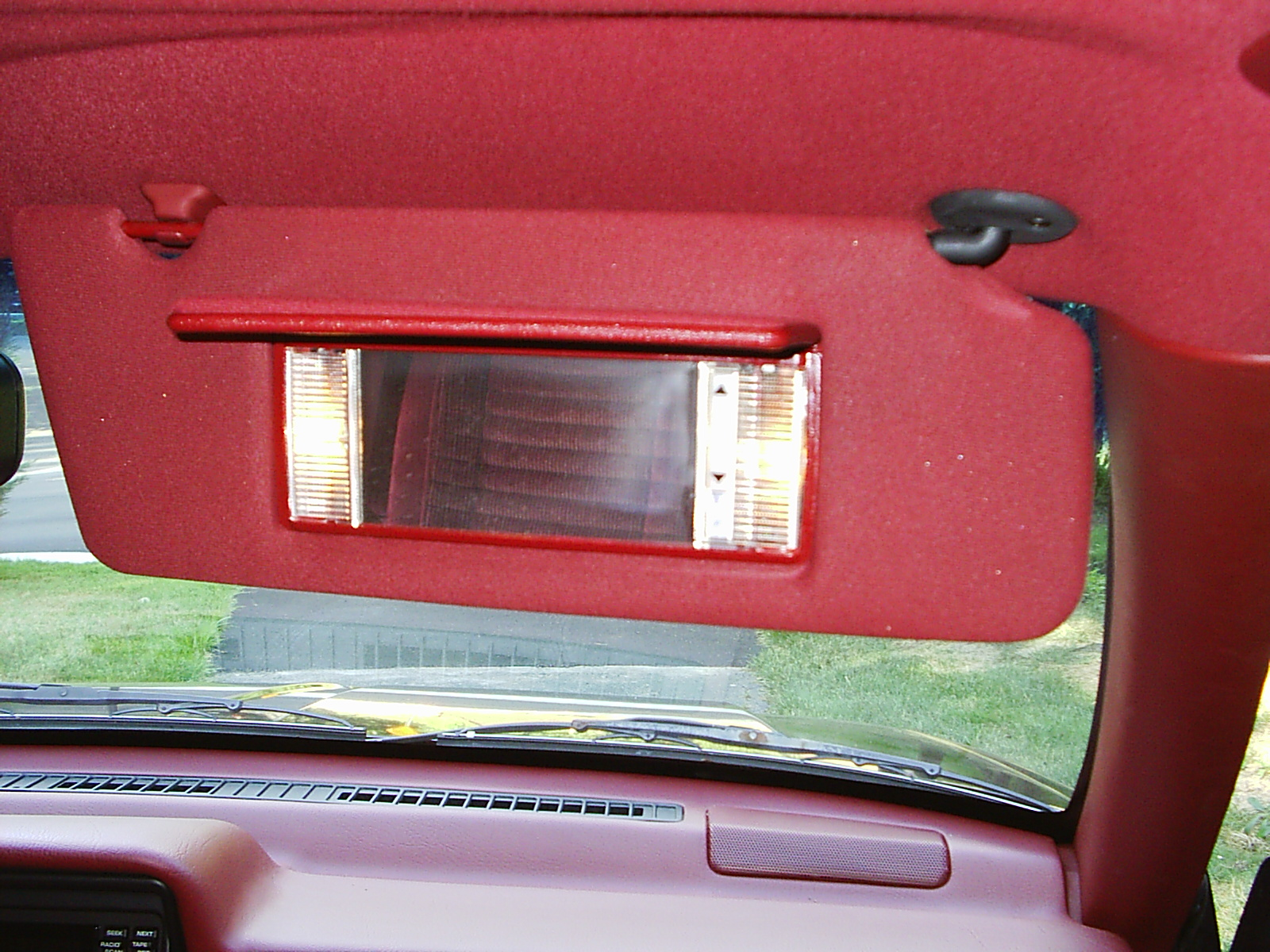
Parasol del pasajero, abierto, con un espejo y luces de cortesía laterales en un Jeep Grand Cherokee de 1993.

Un parasol, o visera, es un componente de un automóvil ubicado en el interior, justo encima del parabrisas. Su diseño se basa en una solapa con bisagras que es ajustable y ayuda a proteger los ojos de los conductores y pasajeros del resplandor de la luz solar.

## Diseño
A partir de 1924, automóviles como el Ford Modelo T comenzaron a incluir un parasol exterior en sus versiones de carrocería cerrada. Otros de los primeros automóviles también tenían parasoles externos adheridos a sus parabrisas hasta 1931, cuando se introdujeron soportes interiores. A medida que el diseño de los automóviles avanzó, con parabrisas montados en ángulo para disminuir la resistencia al viento, los parasoles exteriores o «tipo cadete» empezaron a desaparecer, hasta que en 1932 se empezaron a montar parasoles en el interior del vehículo, fáciles de alcanzar y ajustar con una trampilla con bisagras.
La mayoría de los automóviles modernos tienen dos parasoles, uno para el lado del conductor y otro para el lado del pasajero, con el espejo retrovisor entre los dos parasoles. Estos se pueden bajar para parar la luz del sol de forma independiente. La mayoría de ellos están diseñados para que puedan soltarse del soporte central y girarse hacia la ventana lateral, cubriendo una pequeña parte de la ventana, para parar el sol que pueda incidir sobre el costado de la cara. Algunos modelos incluso se pueden extender a lo largo de la ventana lateral para bloquear la luz solar hasta el pilar B.
Algunos parasoles pueden incorporar un espejo y luz de cortesía para comodidad del pasajero. Durante muchos años, el espejo del parasol del acompañante fue uno de los accesorios más populares, añadidos por los concesionarios, que proporcionaban altos márgenes de ganancia y el personal de ventas recibía incentivos adicionales por venderlos. En modelos modernos, el espejo va cubierto por una tapa abatible o deslizante que enciende automáticamente las luces al abrirse y puede incluso tener un control de atenuación (ver imagen).
Algunos fabricantes y proveedores de posventa ofrecen nuevos parasoles con funciones electrónicas como ranuras de entrada USB y sistemas GPS.